# Bothell
Bothell ist eine Stadt im King County und Snohomish County im US-Bundesstaat Washington, USA. Sie liegt nordöstlich von Seattle. Nördlich von Bothell befindet sich Lynnwood, östlich Woodinville, südlich Kirkland (Vorort von Seattle) und westlich Kenmore. Die Stadt hat 48.161 Einwohner (Stand: 2020). Bothells Fläche beträgt 31,4 km².

## Geschichte
Obwohl bereits seit 1870 Menschen, die aus Europa kamen, in Bothell lebten, wurde es erst am 14. April 1909 offiziell als Ort anerkannt.
Vor den europäischen Siedlern lebten in der Region um Bothell die Sammamish-Indianer. Sie wurden infolge des Puget Sound War 1856 umgesiedelt.
Um 1870 siedelten sich Columbus S. Greenleaf und George R. Wilson mit ihren Familien in der Nähe des heutigen Stadtzentrums von Bothell an. In den nächsten Jahren folgten weitere Familien. Im Jahre 1876 kaufte der Kanadier George Brackett Land und baute nördlich des Sammamish River ein Lager. An dieser Stelle befindet sich heute Bothells Downtown. Später folgten eine Schule, Geschäfte und ein Sägewerk.
1885 verkaufte Brackett 80 Acres Land an David Bothell, der ein Siedler aus Pennsylvania war. Im Jahre 1888 wurde der bis dahin unbenannte Ort Bothell benannt. Noch im selben Jahr wurde eine Eisenbahnstrecke in der Stadt gebaut, die für den Transport von Kohle von Issaquah zuständig war.
Bothells Bedeutung für die regionale Schiffsfahrt stieg in den darauffolgenden Jahren, doch als die Army Corps of Engineers beschloss, den Sammamish River umzubaggern und gerade zu richten, nahm die Schiffsfahrt ein abruptes Ende für Bothell, wohingegen Städte wie Seattle profitierten.
Nach dem Zweiten Weltkrieg stieg die Bevölkerung durch ein besseres Straßennetz und die Nachkriegskonjunktur von 1.000 Bewohnern 1950 im Jahr auf 30.000 im Jahr 2000. Ähnlich wie Kirkland war Bothell dabei meist nur Wohnsitz für Pendler, die in Seattle arbeiteten. Doch in den 90er Jahren siedelten sich auch Software- und Biotechnologiefirmen in Bothell selbst an.

## Trivia
Die Footballmannschaft der High School von Bothell hält den Rekord für die meisten Verlängerungen in einem Footballspiel in den USA. Mit 9 Verlängerungen stellte das Team im November 2006 einen Rekord aus dem Jahr 1977 ein.

## Söhne und Töchter der Stadt
- Maxine Dexter (1972), US-amerikanische Politikerin
- Korel Engin (* 1980), Basketballspieler
- Phil Harris (1956–2010), Krabbenfischer
- Patty Murray (* 1950), U.S. Senatorin
- Chris Walla, Musiker (Death Cab for Cutie)